# Aanih

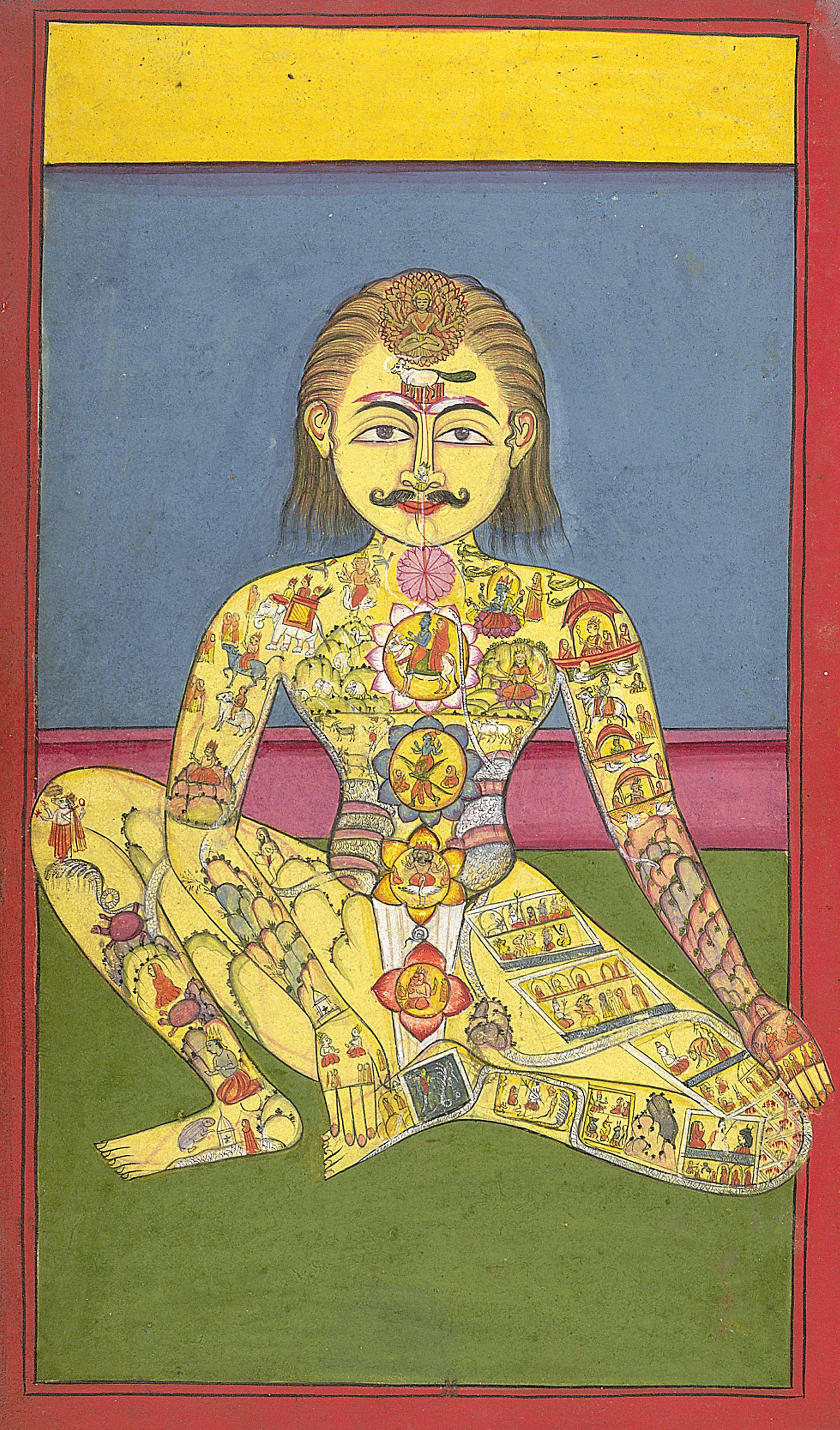
oude Tibetaanse kaart met de 7 Chakra's en de belangrijkste marmapunten

Aanih (Aanih-punt) is een marmapunt gelegen op de benen. Marmapunten worden in Oosterse filosofieën gebruikt bij massage, yoga, reflexologie en reiki. Men gelooft dat een marmapunt op een nadi ligt en zo een uitwerking kan hebben op een bepaald lichaamsdeel, proces of emotie
| Aanih   |                                                                                             |
| ------- | ------------------------------------------------------------------------------------------- |
| Positie | Aanih is gelegen aan de achterzijde van het dijbeen, vijf vingerbreedten boven de knieholte |
| Functie | dit punt staat in verbinding met de geslachtsorganen                                        |

## Overige marmapunten
Naar schatting zijn er 62.000 marmapunten in het lichaam. De belangrijkste 52 zijn: